# 대한민국 문교부
문교부(文敎部)는 교육·과학·기술·예술·체육·기타 문화에 관한 사무를 관장하는 대한민국의 옛 중앙행정기관이다. 1948년 7월 17일 정부 수립과 함께 발족하였으며 1990년 12월 26일 교육부로 개편되면서 폐지되었다.

## 설치 근거 및 소관 업무
- 정부조직법 [법률 제1호, 1948.07.17 제정] 제 14조 및 제17조[1]
- 문교부직제 [대통령령 제22호, 1948.11.04 제정] 제1조[2]

## 연혁
- 1948년 7월 17일 - 문교부를 신설.
- 1990년 12월 26일 - 문교부를 폐지하고 교육부로 개편.

## 조직
| - 감사관 ( 1977.09 ~ 1991.02 ) - 고등교육국 ( 1948.11 ~ 1961.10 ) - 고등교육국 ( 1963.12 ~ 1978.03 ) - 공보관 ( 1973.03 ~ 1991.02 ) - 공보담당관 ( 1976.01 ~ 1973.03 ) - 과학교육국 ( 1986.08 ~ 1991.02 ) - 교육시설국 ( 1973.03 ~ 1991.02 ) - 교육정책실 ( 1981.01 ~ 1986.08 ) - 교직국 ( 1978.03 ~ 1982.03 ) - 교직국 ( 1986.08 ~ 1991.02 ) - 교직국제국 ( 1982.03 ~ 1986.08 ) | - 국립과학관 ( 1949.07 ~ 1969.04 ) - 국립국악원 ( 1950.01 ~ 1961.10 ) - 국립도서관 ( 1949.05 ~ 1963.11 ) - 국립민족박물관 ( 1949.12 ~ 1951.12 ) - 국립박물관 ( 1949.12 ~ 1968.07 ) - 국립중앙관상대 ( 1949.08 ~ 1963.02 ) - 국립중앙도서관 ( 1963.11 ~ 1991.02 ) - 국사편찬위원회 ( 1949.07 ~ 1991.01 ) - 국사편찬위원회 기획관리부 ( 1987.12 ~ 1991.02 ) - 국사편찬위원회 편사부 ( 1987.12 ~ 1991.02 ) - 기술교육국 ( 1955.02 ~ 1961.10 ) | - 기획관리실 ( 1963.12 ~ 1991.02 ) - 농촌지도자훈련원 ( 1960.07 ~ 1961.10 ) - 대학국 ( 1981.11 ~ 1986.08 ) - 대학정책실 ( 1986.08 ~ 1991.02 ) - 대한민국예술원 ( 1989.01 ~ 1989.12 ) - 문예국 ( 1961.10 ~ 1963.12 ) - 문예체육국 ( 1963.12 ~ 1968.07 ) - 문화국 ( 1948.11 ~ 1961.10 ) - 보통교육국 ( 1963.12 ~ 1991.02 ) - 비상계획관 ( 1973.03 ~ 1991.02 ) - 사회교육국 ( 1968.07 ~ 1978.03 ) | - 사회국제교육국 ( 1986.08 ~ 1991.02 ) - 사회직업교육국 ( 1981.11 ~ 1986.08 ) - 산업교육국 ( 1978.03 ~ 1981.11 ) - 예술원 ( 1954.07 ~ 1988.12 ) - 예술원사무국 ( 1959.09 ~ 1985.08 ) - 장학편수실 ( 1981.11 ~ 1991.02 ) - 중앙교육연구원 ( 1974.03 ~ 1981.06 ) - 중앙교육연수원 ( 1981.06 ~ 1991.01 ) - 중앙교육평가원 ( 1985.08 ~ 1991.02 ) - 중앙교육행정연수원 ( 1970.02 ~ 1974.03 ) - 중앙국립극장 ( 1949.01 ~ 1962.01 ) | - 중앙시청각교육원 ( 1963.07 ~ 1974.03 ) - 체육국 ( 1970.08 ~ 1979.03 ) - 체육국 ( 1961.10 ~ 1963.12 ) - 체육국제국 ( 1981.11 ~ 1982.03 ) - 총무과 ( 1950.03 ~ 1991.02 ) - 편수국 ( 1980.02 ~ 1981.11 ) - 학교관리국 ( 1961.10 ~ 1963.12 ) - 학무국 ( 1961.10 ~ 1963.12 ) - 학술원 ( 1952.08 ~ 1988.12 ) - 학술원사무국 ( 1959.09 ~ 1985.08 ) - 학예술원사무국 ( 1985.08 ~ 1990.12 ) |

## 역대 장·차관

### 문교부 장관
| 정부        | 대수           | 이름                                | 임기                               | 출신지                     | 출신학교                                                                            | 비고                                                                               |
| ----------- | -------------- | ----------------------------------- | ---------------------------------- | -------------------------- | ----------------------------------------------------------------------------------- | ---------------------------------------------------------------------------------- |
| 제 1 공화국 | 초대           | 안호상(安浩相)                      | 1948년 8월 3일 ~ 1950년 5월 3일    | 경남 의령                  | 중국 퉁지대                                                                         | 건국대 교수&제5대 국회의원&국제문화협회 총재&국가제정추진위원회 위원장             |
| 제 1 공화국 | 2대            | 백낙준(白樂濬)                      | 1950년 5월 4일 ~ 1952년 10월 29일  | 평북 정주                  | 미국 파크대                                                                         | 연세대 교수&연세대 총장&국토통일원 고문&제5대 국회의원&참의원의장&대한교육연합회장 |
| 제 1 공화국 | 3대            | 김법린(金法麟)                      | 1952년 10월 30일 ~ 1954년 4월 20일 | 경북 영천                  | 프랑스 파리대                                                                       | 동국대 총장&원자력원장&제3대 국회의원&중앙선거위원회 위원&서울신문 사장            |
| 제 1 공화국 | 4대            | 이선근(李瑄根)                      | 1954년 4월 21일 ~ 1956년 6월 7일   | 경기 개성                  | 일본 와세다대                                                                       | 동아대 교수&경희대 교수&성균관대 총장&정신문화연구원장                             |
| 제 1 공화국 | 5대            | 최규남(崔奎男)                      | 1956년 6월 8일 ~ 1957년 11월 26일  | 경기 개성                  | 연세대 미국 웨슬리안대                                                              | 서울대 교수&서울대 총장&문교부 과학교육국장&문교부 차관&기상협회장                 |
| 제 1 공화국 | 6대            | 최재유(崔在裕)                      | 1957년 11월 27일 ~ 1960년 4월 27일 | 충남 아산                  | 연세대                                                                              | 보건부 차관&보건사회부 장관                                                        |
| 제 1 공화국 | 7대            | 이병도(李丙燾)                      | 1960년 4월 28일 ~ 1960년 8월 22일  | 경기 용인                  | 일본 와세다대                                                                       | 서울대 교수&국사편찬위원회 위원&국정자문위원회 위원&진단학회 이사장                |
| 제 2 공화국 | 8대            | 오천석(吳天錫)                      | 1960년 8월 23일 ~ 1961년 5월 2일   | 평남 강서                  | 미국 코넬대                                                                         | 주 멕시코 대사&대한교육연합회장                                                    |
| 제 2 공화국 | 9대            | 윤택중(尹宅重)                      | 1961년 5월 3일 ~ 1961년 5월 19일   | 전북 익산                  | 일본 주오대                                                                         | 문교부 정무차관&민족사바로찾기국민회의장&제2·4·5대 국회의원                        |
| 제 2 공화국 | 10대           | 문희석(文熙奭)                      | 1961년 5월 20일 ~ 1962년 1월 8일   | 충남 아산                  | 일본 도시샤대                                                                       | 해병대 영해병사작전국장                                                            |
| 제 2 공화국 | 11대           | 김상협(金相浹)                      | 1962년 1월 9일 ~ 1962년 10월 14일  | 전북 부안                  | 일본 도쿄대                                                                         | 고려대 교수&고려대 총장&국무총리&동아일보 이사&대한적십자사 총재&산학협동재단 이사 |
| 제 2 공화국 | 12대           | 박일경(朴一慶)                      | 1962년 10월 15일 ~ 1963년 3월 15일 | 경북 의성                  | 서울대                                                                              | 명지대 총장&국무원 사무차장&법제처장&국가보위입법회의 입법의원                     |
| 제 2 공화국 | 13대           | 이종우(李鐘雨)                      | 1963년 3월 16일 ~ 1963년 12월 16일 | 강원 통천                  | 일본 교토대                                                                         | 고려대 총장&제8대 국회의원                                                         |
| 제 3 공화국 | 14대           | 고광만(高光萬)                      | 1963년 12월 17일 ~ 1964년 5월 10일 | 전북 익산                  | 일본 히로시마 고등사범학교                                                          | 부산대 총장&문교부 차관&민주공화당 중앙위원                                        |
| 제 3 공화국 | 15대           | 윤천주(尹天柱)                      | 1964년 5월 11일 ~ 1965년 8월 26일  | 경남 부산 (현 경남과 분리) | 서울대                                                                              | 제 13대 서울대학교 총장 &제7대 국회의원                                            |
| 제 3 공화국 | 16대           | 권오병(權五柄)                      | 1965년 8월 27일 ~ 1966년 9월 25일  | 경남 마산 (현 경남 창원)   | 일본 와세다대                                                                       | 경희대 교수&광주·부산지방검찰청 검사장&법무부 차관&법무부 장관&제8대 국회의원      |
| 제 3 공화국 | 17대           | 문홍주(文鴻柱)                      | 1966년 9월 26일 ~ 1968년 5월 20일  | 경남 창원                  | 서울대                                                                              | 성균관대 교수&부산대 총장&법제처장&한국공범학회장&한국정신문화연구원장             |
| 제 3 공화국 | 18대           | 권오병(文鴻柱)                      | 1968년 5월 21일 ~ 1969년 4월 10일  | 경남 마산 (현 경남 창원)   | 일본 와세다대                                                                       | 경희대 교수&광주·부산지방검찰청 검사장&법무부 차관&법무부 장관&제8대 국회의원      |
| 제 3 공화국 | 19대           | 홍종철(洪鐘哲)                      | 1969년 4월 11일 ~ 1971년 6월 3일   | 평북 철산                  | 서울대&육사                                                                         | 대통령경호실장&문교부 차관&문화공보부 장관&국가재건최고회의 최고위원               |
| 제 3 공화국 | 20대           | 민관식(閔寬植)                      | 1971년 6월 4일 ~ 1974년 9월 17일   | 경기 개성                  | 서울대 일본 교토대                                                                  | 민주평화통일자문회의 수석부의장&제3·4·5·6·10대 국회의원&국회 부의장&대한체육회장   |
| 제 4 공화국 | 20대           | 민관식(閔寬植)                      | 1971년 6월 4일 ~ 1974년 9월 17일   | 경기 개성                  | 서울대 일본 교토대                                                                  | 민주평화통일자문회의 수석부의장&제3·4·5·6·10대 국회의원&국회 부의장&대한체육회장   |
| 21대        | 유기춘(柳基春) | 1974년 9월 18일 ~ 1976년 12월 3일   | 전남 화순                          | 일본 규슈대 서울대         | 전남대 교수&전남대 총장                                                             |                                                                                    |
| 22대        | 황산덕(黃山德) | 1976년 12월 4일 ~ 1977년 12월 19일  | 평남 평양 (현 평남과 분리)         | 서울대                     | 서울대 교수&성균관대 교수&성균관대 총장&법무부 장관                                 |                                                                                    |
| 23대        | 박찬현(朴瓚鉉) | 1977년 12월 20일 ~ 1979년 12월 13일 | 경남 부산 (현 경남과 분리)         | 일본 메이지대              | 보건사회부 정무차관&교통부 장관&제헌·4·5·9대 국회의원&주 터키 대사&경향신문 사장    |                                                                                    |
| 24대        | 김옥길(金玉吉) | 1979년 12월 14일 ~ 1980년 5월 21일  | 평남 맹산                          | 이화여대                   | 이화여대 총장&한국연구원 이사                                                       |                                                                                    |
| 25대        | 이규호(李奎浩) | 1980년 5월 22일 ~ 1983년 10월 14일  | 경남 진주                          | 한신대                     | 중앙대 교수&연세대 교수&한국교원대 총장&대통령비서실장&국토통일원 장관&주 일본 대사 |                                                                                    |
| 25대        | 이규호(李奎浩) | 1980년 5월 22일 ~ 1983년 10월 14일  | 경남 진주                          | 한신대                     | 중앙대 교수&연세대 교수&한국교원대 총장&대통령비서실장&국토통일원 장관&주 일본 대사 | 제 5 공화국                                                                        |
| 26대        | 권이혁(權彛赫) | 1983년 10월 15일 ~ 1985년 2월 18일  | 경기 김포                          | 서울대                     | 서울대 총장&한국교원대 총장&보건사회부 장관&환경처 장관&과학기술단체총연합회장      |                                                                                    |
| 27대        | 손제석(孫製錫) | 1985년 2월 19일 ~ 1987년 7월 13일   | 경북 포항                          | 서울대                     | 서울대 교수&대통령비서실 교육문화수석비서관&한국국제정치학회장                      |                                                                                    |
| 28대        | 서명원(徐明源) | 1987년 7월 14일 ~ 1988년 2월 24일   | 충남 논산                          | 서울대                     | 서울대 부총장&충남대 총장&경원대 총장&문교부 사무차관&국가보위입법회의 입법의원     |                                                                                    |
| 노태우 정부 | 29대           | 김영식(金永植)                      | 1988년 2월 25일 ~ 1988년 12월 4일  | 전남 제주 (현 제주 제주)   | 서울대                                                                              | 교육개혁심의회 제1분과위원장&한국교육개발원장                                      |
| 노태우 정부 | 30대           | 정원식(鄭元植)                      | 1988년 12월 5일 ~ 1990년 12월 26일 | 황해 재령                  | 서울대                                                                              | 서울대 교수&교육개혁위원회 위원&국무총리&대한적십자사 총재&한국교육학회장          |

### 문교부 차관
| 정부        | 대수           | 이름                              | 임기                               | 출신지                     | 출신학교                                                   | 비고                                                                            |
| ----------- | -------------- | --------------------------------- | ---------------------------------- | -------------------------- | ---------------------------------------------------------- | ------------------------------------------------------------------------------- |
| 제 1 공화국 | 초대           | 문장욱(文章郁)                    | 1948년 8월 9일 ~ 1948년 10월 4일   | 충남 당진                  | 연세대                                                     |                                                                                 |
| 제 1 공화국 | 2대            | 박종만(朴鍾萬)                    | 1948년 10월 5일 ~ 1950년 5월 11일  |                            |                                                            | 제주대학 학장                                                                   |
| 제 1 공화국 | 3대            | 최규남(崔奎南)                    | 1950년 5월 12일 ~ 1951년 9월 20일  | 경기 개성                  | 연세대 미국 웨슬리안대                                     | 서울대 교수&서울대 총장&문교부 과학교육국장&문교부 장관&기상협회장              |
| 제 1 공화국 | 4대            | 고병간(高秉幹)                    | 1951년 9월 21일 ~ 1952년 11월 13일 | 평북 의주                  | 연세대                                                     | 경북대 총장&연세대 총장&대한외과학회장&대한결핵협회장                           |
| 제 1 공화국 | 5대            | 허증수(許增秀)                    | 1952년 11월 14일 ~ 1955년 3월 9일  | 경남 부산 (현 경남과 분리) |                                                            | 경희대 교수&부산대 교수                                                         |
| 제 1 공화국 | 6대            | 김호직(金浩稙)                    | 1955년 3월 10일 ~ 1956년 6월 18일  | 평북 벽동                  | 일본 도쿄대                                                | 연세대 교수                                                                     |
| 제 1 공화국 | 7대            | 고광만(高光萬)                    | 1956년 6월 19일 ~ 1957년 12월 2일  | 전북 익산                  | 일본 히로시마 고등사범학교                                 | 부산대 총장&문교부 장관&민주공화당 중앙위원                                     |
| 제 1 공화국 | 8대            | 김선기(金善琪)                    | 1957년 12월 3일 ~ 1960년 5월 2일   | 전북 군산                  | 연세대                                                     | 연세대 교수&서울대 교수                                                         |
| 제 1 공화국 | 9대            | 이항녕(李恒寧)                    | 1960년 5월 3일 ~ 1960년 8월 22일   | 충남 아산                  | 서울대                                                     | 동아대 교수&성균관대 교수&홍익대 총장&중앙선거관리위원회 위원                   |
| 제 2 공화국 | 10대           | 윤택중(尹宅重)                    | 1960년 8월 23일 ~ 1961년 5월 2일   | 전북 익산                  | 일본 주오대                                                | 문교부 장관&민족사바로찾기국민회의장&제2·4·5대 국회의원                         |
| 제 2 공화국 | 10대           | 서명원(徐明源)                    | 1960년 8월 30일 ~ 1961년 7월 9일   | 충남 논산                  | 서울대                                                     | 서울대 부총장&충남대 총장&경원대 총장&문교부 장관&국가보위입법회의 입법의원     |
| 제 2 공화국 | 11대           | 민장식(閔壯植)                    | 1961년 5월 3일 ~ 1961년 7월 9일    | 충북 영동                  | 일본 주오대                                                | 제4·5대 국회의원                                                                |
| 제 2 공화국 | 12대           | 이민재(李敏載)                    | 1961년 7월 12일 ~ 1962년 1월 6일   | 함북 회령                  | 일본 홋카이도대                                            | 서울대 교수                                                                     |
| 제 2 공화국 | 13대           | 이승우(李承雨)                    | 1962년 1월 17일 ~ 1963년 3월 27일  | 강원 철원                  | 육사                                                       |                                                                                 |
| 제 2 공화국 | 14대           | 윤태림(尹泰林)                    | 1963년 3월 28일 ~ 1963년 12월 16일 | 경기 경성 (현 서울)        | 서울대                                                     | 서울대 교수&연세대 교수&숙명여대 총장                                           |
| 제 3 공화국 | 15대           | 윤태림(尹泰林)                    | 1963년 12월 17일 ~ 1964년 2월 9일  | 경기 경성 (현 서울)        | 서울대                                                     | 서울대 교수&연세대 교수&숙명여대 총장                                           |
| 제 3 공화국 | 16대           | 최형규(崔亨奎)                    | 1964년 2월 10일 ~ 1964년 5월 17일  | 경기 광주                  | 서울대                                                     | 원호처 차장&형애장학재단 이사장                                                 |
| 제 3 공화국 | 17대           | 홍종철(洪鍾哲)                    | 1964년 5월 18일 ~ 1964년 9월 8일   | 평북 철산                  | 서울대&육사                                                | 대통령경호실장&문교부 차관&문화공보부 장관&국가재건최고회의 최고위원            |
| 제 3 공화국 | 18대           | 한상봉(韓相鳳)                    | 1964년 9월 9일 ~ 1965년 10월 18일  | 경기 가평                  | 서울대                                                     | 인천교육대 학장&문교부 보통교육국장·학무국장·고등교육국장·장학실장              |
| 제 3 공화국 | 19대           | 성동준(成東準)                    | 1965년 10월 19일 ~ 1967년 8월 11일 | 전남 순천                  | 일본 규슈대                                                |                                                                                 |
| 제 3 공화국 | 20대           | 김증한(金曾漢)                    | 1967년 8월 12일 ~ 1968년 5월 23일  | 충남 부여                  | 서울대                                                     | 서울대 교수&문교부 고등교육국장&한국법학교수회장&한국법률학회장                 |
| 제 3 공화국 | 21대           | 박희범(朴喜範)                    | 1968년 5월 24일 ~ 1970년 1월 7일   | 경북 김천                  | 서울대                                                     | 경북대 교수&대구대 교수&서울대 교수                                             |
| 제 3 공화국 | 22대           | 김도창(金道昶)                    | 1970년 1월 8일 ~ 1971년 7월 11일   | 경북 안동                  | 서울대                                                     | 서울대 교수&국무원사무처 법제국장&보건사회부 차관&제9대 국회의원&한국공법학회장 |
| 제 3 공화국 | 23대           | 심창유(沈昶裕)                    | 1971년 7월 12일 ~ 1973년 5월 2일   | 경기 용인                  | 서울대                                                     | 농림부 기획관리실장&문교부 기획관리실장                                         |
| 제 4 공화국 | 23대           | 심창유(沈昶裕)                    | 1971년 7월 12일 ~ 1973년 5월 2일   | 경기 용인                  | 서울대                                                     | 농림부 기획관리실장&문교부 기획관리실장                                         |
| 24대        | 조성옥(趙成鈺) | 1973년 5월 3일 ~ 1977년 2월 7일   | 경기 이천                          | 서울대                     | 인하대 총장&문교부 문예체육국장·고등교육국장·기획관리실장  |                                                                                 |
| 25대        | 고광득(高光得) | 1977년 2월 8일 ~ 1978년 2월 14일  | 강원 인제                          | 국학대                     | 문교부 사회교육국장·과학교육국장&중앙교육연구원장          |                                                                                 |
| 26대        | 장인숙(張仁淑) | 1978년 2월 15일 ~ 1980년 1월 20일 | 경남 마산 (현 경남 창원)           | 국학대                     | 문교부 편수국장·고등교육국장·기획관리실장                  |                                                                                 |
| 27대        | 김형기(金瀅基) | 1980년 1월 21일 ~ 1980년 5월 26일 | 경북 대구 (현 경북과 분리)         | 서울대                     | 과학기술처 국제협력국장·기술협력국장&국립과학관장          |                                                                                 |
| 28대        | 이상규(李尙圭) | 1980년 5월 27일 ~ 1980년 7월 9일  | 전북 임실 (현 전북 남원)           | 건국대                     | 문교부 고등교육국장·편수국장·기획관리실장&중앙교육연구원장 |                                                                                 |
| 29대        | 김판영(金判永) | 1980년 7월 15일 ~ 1981년 4월 12일 | 경북 달성 (현 대구 달성)           | 대구대                     | 경북도교육청 교육감                                        |                                                                                 |
| 제 5 공화국 | 30대           | 정태수(鄭泰秀)                    | 1981년 4월 13일 ~ 1983년 7월 19일  | 경남 진양 (현 경남 진주)   | 단국대                                                     | 문교부 사회교육국장·산업교육국장·대학교육국장·편수국장&중앙교육연구원장         |
| 제 5 공화국 | 31대           | 정희채(鄭熙彩)                    | 1983년 7월 20일 ~ 1985년 4월 9일   | 경남 함안                  | 서울대                                                     | 부산대 교수&제10·11대 국회의원                                                  |
| 제 5 공화국 | 32대           | 김찬재(金讚宰)                    | 1985년 4월 10일 ~ 1987년 8월 5일   | 경남 마산 (현 경남 창원)   | 서울대                                                     | 문교부 편수국장·대학국장·교육정책실장                                           |
| 제 5 공화국 | 33대           | 김상준(金商俊)                    | 1987년 8월 6일 ~ 1988년 3월 4일    | 강원 이천                  | 서울대                                                     | 인천교육대 학장&강원도교육청 교육감&문교부 장학실장                             |
| 노태우 정부 | 34대           | 장병규(張炳圭)                    | 1988년 3월 5일 ~ 1988년 12월 12일  | 평북 박천                  | 서울대                                                     | 문교부 대학국장·대학정책실장·기획관리실장                                       |
| 노태우 정부 | 35대           | 장기옥(張基玉)                    | 1988년 12월 13일 ~ 1990년 3월 19일 | 충남 서산                  | 서울대                                                     | 문교부 편수국장·산업교육국장·교육시설국장·보통교육국장&중앙교육평가원장         |
| 노태우 정부 | 36대           | 조규향(曺圭香)                    | 1990년 3월 20일 ~ 1990년 12월 26일 | 경남 김해                  | 서울대                                                     | 동아대 총장&부산외대 총장&문교부 대학국장·대학정책실장·기획관리실장             |